# Лавин, Хоакин

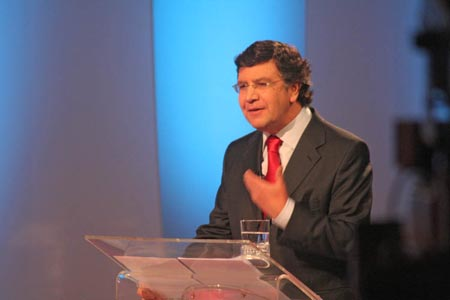
Хоакин Лавин, лидер партии Независимый демократический союз

Хоакин Хосе Лавин Инфанте (исп. Joaquín Lavín; 23 октября 1953, Сантьяго, Чили) — чилийский политик, государственный деятель, министр образования Чили (2010—2011), министр социального развития Чили (2011—2013), министр планирования Чили (2011), мэр Сантьяго (2000—2004) и Лас-Кондеса (1992 и с 2016). Экономист.

## Биография
Образование получил в Католическом университете Чили и Чикагском университете, стал членом Опус Деи.
В 1979—1981 годах в возрасте 26 лет был назначен деканом экономического факультета Университета Консепсьона. С 1981 по 1986 год редактировал раздел «Экономика и бизнес» в газете «El Mercurio». В 1990 году был в числе основателей частного университета Universidad del Desarrollo, который является ныне одним из самых престижных частных университетов Чили.
Работал экономическим советником лидера военной хунты генерала Аугусто Пиночета. Входил в число Чикаго-бойз, занимавшихся построением экономики «свободного рынка» в Чили и децентрализацией её экономико-политической системы.
Генеральный секретарь правой консервативной партии Независимого демократического союза (1990—1994).
В 1992 году стал мэром Лас-Кондеса.
Дважды безуспешно баллотировался на президентских выборах в Чили в 1999/2000 и 2005/2006 годах.
Занимал пост министра образования Чили (2010—2011), министра социального развития Чили (2011—2013), министра планирования Чили (2011), мэра Сантьяго (2000—2004). В 2016 году вновь избран мэром Лас-Кондеса.
Автор книги «Una revolución silenciosa» («Тихая революция») в поддержку экономической политики генерала Аугусто Пиночета.